# Botox (Myss Keta)
Botox è un singolo della rapper italiana Myss Keta, pubblicato il 13 aprile 2018, come terzo estratto dall'album Una vita in Capslock.

## Video musicale
Il videoclip del brano, diretto da Roberto Ortu e Tommaso Ottomano, è stato pubblicato sul canale Vevo-YouTube di Myss Keta lo stesso giorno di pubblicazione del brano, e vede la partecipazione dell'attrice Tea Falco.